# Brudager Sogn
Brudager Sogn er et sogn i Svendborg Provsti (Fyens Stift).
I 1800-tallet var Brudager Sogn anneks til Gudme Sogn. Begge sogne hørte til Gudme Herred i Svendborg Amt. Gudme-Brudager sognekommune blev ved kommunalreformen i 1970 indlemmet i Gudme Kommune, der ved strukturreformen i 2007 indgik i Svendborg Kommune.
I Brudager Sogn ligger Brudager Kirke.
I sognet findes følgende autoriserede stednavne:
- Bregnelund (bebyggelse)
- Brudager (bebyggelse, ejerlav)
- Gravvænge (bebyggelse)
- Kilen (bebyggelse)
- Sortebro (bebyggelse)
- Tyvekrogen (bebyggelse)
- Tøjsmose (bebyggelse)